# Chór Roku Eurowizji 2019
2. Chór Roku Eurowizji – drugi konkurs dla chórzystów, organizowany przez Europejską Unię Nadawców (EBU) oraz Interkultur Foundation. Finał konkursu odbył się 3 sierpnia 2019 roku w Szwecji. Nadawcą organizatorem była SVT z debiutującej w konkursie Szwecji.

## Miejsce
Göteborg jest drugim pod względem wielkości miastem w Szwecji i piętnastym największym w państwach nordyckich.
Po wstępnych doniesieniach w lutym 2018 roku, 8 lipca 2018 roku potwierdzono, że druga edycja Chóru Eurowizji odbędzie się w szwedzkim mieście Göteborg. Proponowanym miejscem finału była arena z liczbą 14 000 miejsc, Scandinavium, jednak 18 grudnia 2018 roku potwierdzono, że gospodarzem konkursu będzie Partille Arena w Göteborgu. Był to pierwszy od 1985 roku konkurs EBU organizowany w tym mieście.

## Format
Konkurujące kraje, które są członkami Europejskiej Unii Nadawców (EBU), mogą uczestniczyć w Eurowizyjnym Chórze Roku. Dziewięć krajów uczestniczyło w inauguracyjnym wydarzeniu w 2017 roku, była to wówczas 1 edycja konkursu. Każdy konkurujący kraj był reprezentowany przez profesjonalny chór, a każdy z nich wykonał chór trwający nie dłużej niż sześć minut. Każdy utwór może zawierać pojedyncze lub kilka utworów muzycznych dowolnego gatunku, ale musi zawierać wpływy krajowe lub regionalne z kraju uczestniczącego.

## Prowadzący
5 kwietnia 2019 roku ogłoszono, że brytyjski muzyk klasyczny i prezenter telewizyjny Petroc Trelawny oraz szwedzka prezenterka kulturowa Ella Petersson będą prowadzić tegoroczny Chór Roku Eurowizji.

## Kraje uczestniczące

### Pierwsza Runda
Pierwotnie za debiutujące państwo została uznana Francja, lecz w późniejszym terminie Europejska Unia Nadawców poinformowała, że na liście uczestników nie było tego państwa.
| L.p | Kraj       | Chór                                  | Utwory | Język                                                       |
| --- | ---------- | ------------------------------------- | --- | ----------------------------------------------------------- |
| 2   | Belgia     | Almkalia                              | "Made in Belgium" (medley)                                                                                                | angielski, francuski                                        |
| 6   | Dania      | Vocal Line                            | "True North" | angielski                                                   |
| 4   | Niemcy     | Bonnvoice                             | "O Täler weit" / "Die Gedanken sind frei"                                                                                 | niemiecki                                                   |
| 3   | Łotwa      | Babite Municipality Mixed Choir Maska | “Nāc,Dievini" / "Pērkontēvs”                                                                                              | łotewski                                                    |
| 5   | Norwegia   | Volve Vokal                           | "Ønskediktet" | norweski                                                    |
| 7   | Szkocja    | Alba                                  | "An t-larla Diùrach" / "Innis dhomhsa cà il thu cadal" / "Siud a rud a thogadh fonn"                                      | gaelicki szkocki                                            |
| 8   | Słowenia   | Jazzva                                | “Spomenčice" / "Bejži ptiček”                                                                                             | słoweński                                                   |
| 1   | Szwecja    | Zero8                                 | "Khourmi" / "Hej, dunkom så länge vi levom"                                                                               | szwedzki                                                    |
| 9   | Szwajcaria | Cake O’Phonie                         | "Chante en mon cœur" / "La sera sper il lag" / "Le ranz des vaches" / "La ticinella" / "Beresinaliedet" / "Chanson d'ici" | francuski, niemiecki, rumuński, franko-prowansalski, włoski |
| 10  | Walia      | Ysgol Gerdd Ceredigion                | "Cúlna" / "Ar Lan y Môr"                                                                                                  | angielski, walijski                                         |

### Druga Runda
Trzy chóry zostały wybrane do udziału w drugiej rundzie, który rozstrzygnął kto zwyciężył konkurs. Reprezentacje musiały zaprezentować drugi, 3 minutowy utwór. Finalnie zwycięzcą konkursu została Dania.
| L.p | Kraj     | Chór                                  | Utwory             | Język     | Miejsce |
| --- | -------- | ------------------------------------- | ------------------ | --------- | ------- |
| 1   | Łotwa    | Babite Municipality Mixed Choir Maska | "Come, God!"       | łotewski  | 2       |
| 2   | Dania    | Vocal Line                            | "Viola"            | duński    | 1       |
| 3   | Słowenia | Jazzva                                | "Fly, Little Bird" | słoweński | 3       |

## Dyrygenci
- Belgia – Nicolas Dorian
- Dania – Jens Johansen
- Niemcy – Tono Wissing
- Łotwa – Jānis Ozols
- Norwegia – Gro Espedal
- Szkocja – Joy Dunlop
- Słowenia – Jasna Žitnik
- Szwecja – Rasmus Krigström
- Szwajcaria – Antoine Krattinger
- Walia – Islwyn Evans

## Komentatorzy
Większość państw wysłało na konkurs komentatora lub komentował on we własnym kraju w celu podania widzowi informacji o uczestnikach i w razie potrzeby, informacji o wynikach głosowania.
- Belgia –  Patrick Leterme (Musiq'3 i La Trois)[15]
- Dania – Ole Tøpholm i Philip Faber (DR1)[16]
- Niemcy – Peter Urban (WDR)[17]
- Łotwa – Kristīne Komarovska i Jānis Holšteins-Upmanis (LTV1)[18]
- Norwegia – Arild Erikstad (NRK1, opóźnione; NRK Klassisk, na żywo)[19]
- Szkocja – Tony Kearney (BBC Alba)[20]
- Słowenia – Igor Velše (RTV SLO1)
- Szwecja – brak komentatora (SVT2)[21]
- Szwajcaria – Jean-Marc Richard i Philippe Savoy (RTS Un)
- Walia – Morgan Jones (S4C)[22]

## Profesjonalne Jury
Zwycięski chór został wyłoniony przez profesjonalne jury, które było złożone z podanych poniżej osób:
- Katarina Henryson - piosenkarka oraz kompozytorka, założycielka A capelli ensemble The Real Group.
- John Rutter - kompozytor i dyrygent, był także jurorem w 2017 roku.
- Deke Sharon - piosenkarz, producent, reżyser, kompozytor i aranżer.

## Inne państwa
Uczestnicy w 2017 roku, którzy nie uczestniczyli w 2019:
- Estonia – 16 listopada 2018 roku estoński nadawca Eesti Rahvusringhääling (ERR) potwierdził, iż rezygnuje z udziału w drugiej edycji konkursu[23].

Kraje, które uczestniczyły w 2017 roku, jednak nie pojawiły się na finalnej liście uczestników i nie podały powodów, dla których zrezygnowały w tej edycji:
- Austria
- Węgry

### Aktywni członkowie EBU
- Andora – 19 maja 2018 roku nadawca Ràdio i Televisió d’Andorra potwierdził, że Andora nie będzie uczestniczyć w wydarzeniach EBU w przyszłości. Powodem jest zbyt wysoki koszt uczestnictwa[24]. Pomimo nałożonych sankcji udział w wydarzeniach Eurowizji nie został całkowicie wykluczony[25]. 1 sierpnia 2018 r. nadawca BHRT ogłosił, że nie będzie uczestniczył w 2019 roku w Konkursie Piosenki Eurowizji organizowanym w Izraelu z powodu sankcji nałożonych przez EBU[26]. Miały być na tyle duże, że eliminowały kraj ze wszystkich innych uczestnictw w konkursach organizowanych przez EBU.
- Bośnia i Hercegowina – 25 maja 2018 roku stało się wiadome, że ze względu na wysokie obciążenie długiem i oczekujące płatności bośniackiego nadawcy BHRT na rzecz EBU, skutkują brakiem zezwolenia na udział w konkursach organizowanych przez EBU, aż do momentu spłaty długu[27].
- Czechy – 14 grudnia 2018 roku ogłoszono, że nie zadebiutują w tej edycji.
- Finlandia – 14 grudnia 2018 roku ogłoszono, że nie zadebiutuje w tej edycji.
- Hiszpania – stacja RTVE potwierdziła, że nie planuje transmitować Chóru Roku Eurowizji 2019, ale planuje przygotować się do edycji w 2021 roku i zadebiutować w konkursie[28].
- Irlandia – 14 grudnia 2018 roku ogłoszono, że nie zadebiutuje w tej edycji.
- Rumunia – Mimo że uczestnictwo kraju było potwierdzone[29], 18 grudnia 2018 roku ostateczna lista krajów nie obejmowała Rumunii[1]. W późniejszym czasie poinformowano, że rumuński nadawca Televiziunea Română (TVR) odrzucił zaproszenie do uczestnictwa[30].

### Członkowie spoza EBU
- Katalonia – chociaż kataloński nadawca TV3 nie jest pełnoprawnym członkiem EBU, Europejska Unia Nadawców oświadczyła, że rozważa propozycję udziału Katalonii w konkursie w 2019 roku i nie wyklucza debiutu[31]. 17 kwietnia 2019 EBU poinformowało, że rozpoczęło rozpatrzanie aplikacji nadawcy z Katalonii[32]. Finalnie Katalonia nie znalazła się na oficjalnej liście uczestników.